# Pedro Felício Santos
Pedro Felipe Da Cruz Felício Santos (Pombal, Portugal, 9 de mayo de 1980) o simplemente Pedro Felício Santos es un entrenador portugués de fútbol. Actualmente no dirige a ningún club.

## Trayectoria

### Inicios
Pedro, trabajó durante 17 años (2000-17) en las categorías menores del Benfica, Sporting de Lisboa, Real Massamá y CD Pinhalnovense.
Valga destacar que cuando estuvo en el Real Massamá, el club tenía un convenio con la Selección de fútbol de China y durante 5 temporadas estaba dirigiendo intercaladamente entre China y Portugal. Igualmente, asistió un tiempo a José Peseiro en el Sporting de Lisboa, al mismo tiempo que dirigía en las divisiones menores.

### CD Pinhalnovense
Culminado su paso por China, dirige en las inferiores de este club por un año y medio. Dirigió profesionalmente al club por primera vez desde julio hasta octubre de 2017 en el Campeonato de Portugal, tercera división del país.

### Colombia
Pedro, llegó a Colombia la última semana de septiembre de 2017 gracias al director deportivo de aquel momento de Millonarios, su compatriota Antonio Carraça, 
y se mantuvo hasta el 3 de abril de 2018, siempre dirigiendo al equipo en su  categoría sub-17. El 4 de abril de 2018 asumió como entrenador del equipo profesionalmente del América de Cali, ocupando el cargo hasta el 18 de agosto del mismo año.
El 28 de junio de 2023 regresa a Colombia para dirigir al Bogotá FC en el Torneo Finalización. Con el equipo capitalino dirige la pretemporada y la primera fecha del torneo finalización ya que se tiene que marchar de la institución por no haber conseguido el visado para trabajar legalmente en el país cafetero.

## Clubes

### Asistente técnico
| Club               | País     | Año       | AT de:       |
| ------------------ | -------- | --------- | ------------ |
| Sporting de Lisboa | Portugal | 2004-2005 | José Peseiro |

### Formador[6]
| Club                              | País     | Año         |
| --------------------------------- | -------- | ----------- |
| Benfica                           | Portugal | 2000 - 2004 |
| Sporting de Lisboa                | Portugal | 2004 - 2009 |
| Real Massamá                      | Portugal | 2010 - 2015 |
| CD Pinhalnovense                  | Portugal | 2016 - 2017 |
| Divisiones menores de Millonarios | Colombia | 2017 - 2018 |

### Entrenador
| Pinhalnovense Portugal     | 4ª                  | 2017                | 5  | 2 | 2  | 1 | 2 | 1 | 0 | 1 | - | - | - | - | 7  | 3 | 2  | 2 | 52.38% | 12 | 7  | +5  |
| Pinhalnovense Portugal     | Total               | Total               | 5  | 2 | 2  | 1 | 2 | 1 | 0 | 1 | 0 | 0 | 0 | 0 | 7  | 3 | 2  | 2 | 52.38% | 12 | 7  | +5  |
| América de Cali · Colombia | 1ª                  | 2018                | 17 | 4 | 10 | 3 | - | - | - | - | - | - | - | - | 17 | 4 | 10 | 3 | 43.14% | 14 | 9  | +5  |
| América de Cali · Colombia | Total               | Total               | 17 | 4 | 10 | 3 | 0 | 0 | 0 | 0 | 0 | 0 | 0 | 0 | 17 | 4 | 10 | 3 | 43.14% | 14 | 9  | +5  |
| Bogotá FC · Colombia       | 2ª                  | 2023                | 1  | 0 | 0  | 1 | - | - | - | - | - | - | - | - | 1  | 0 | 0  | 1 | 0%     | 0  | 0  | 0   |
| Bogotá FC · Colombia       | Total               | Total               | 1  | 0 | 0  | 1 | 0 | 0 | 0 | 0 | 0 | 0 | 0 | 0 | 1  | 0 | 0  | 1 | 0%     | 0  | 0  | 0   |
| Total en su carrera        | Total en su carrera | Total en su carrera | 23 | 6 | 12 | 5 | 2 | 1 | 0 | 1 | 0 | 0 | 0 | 0 | 25 | 7 | 12 | 6 | 44%    | 26 | 16 | +10 |
| 1. 2.                      |                     |                     |    |   |    |   |   |   |   |   |   |   |   |   |    |   |    |   |        |    |    |     |